# Ґодо (Ґіфу)

35°25′3″ пн. ш. 136°36′31″ сх. д. / 35.41750° пн. ш. 136.60861° сх. д.
Ґо́до (яп. 神戸町, ごうどちょう, МФА: [goːdo t͡ɕoː]) — містечко в Японії, в повіті Ампаті префектури Ґіфу. Станом на 1 квітня 2009 площа містечка становила 18,77 км². Станом на 1 липня 2011 населення містечка становило 19 904 осіб.